# Гонопольский, Игорь Марксович
Игорь Марксович Гонопольский (род. 16 мая 1949, Кзыл-Орда) — советский и казахстанский режиссёр театра и кино. Заслуженный деятель искусств Республики Казахстан (2007).

## Биография
Родился в семье известного советского учёного, профессора Маркса Хаимовича Гонопольского.
Окончил факультет журналистики Казахстанского государственного университета им. С. М. Кирова и режиссёрский факультет Института театра, музыки и кинематографии в Ленинграде.
Работал фотокором газет.
Режиссёр более шестидесяти документальных фильмов. Член Союза кинематографистов Казахской ССР.

## Театральные работы

### Театр драмы имени Лермонтова
- 1980 — Пришёл мужчина к женщине
- 2006 — Ищу партнёра для нечастых встреч
- 2012 — Отель двух миров
- 2022 — Небеса могут подождать

### Немецкий театр драмы
- 2008 — Оскар и Розовая Дама

## Фильмография
- Сцены у фонтана[4]
- Это я вышел на улицу
- Се ля ви
- Чистота света
- Отражения
- Эйзенштейн в Алма-Ате, 1941—1944
- Полюбите моего Баурджана[5]
- Гуля и Женя
- Память сердца
- Сны пантеонов Мангыстау
- Последний принц степи[6]